# Gesztenyeormányos
A gesztenyeormányos (Curculio elephas) a rovarok (Insecta) osztályának a bogarak (Coleoptera) rendjéhez, ezen belül a mindenevő bogarak (Polyphaga) alrendjéhez és az ormányosbogár-félék (Curculionidae) családjához tartozó faj. Hazánkban kertészeti, illetve erdészeti kártevő, amely elsősorban a szelídgesztenyét károsítja.

## Megjelenése
A gesztenyeormányos testhosszúsága 6–8 milliméter, teste szív alakúan megnyúlt, szürkésbarna színű. Ormánya vékony, a hímek esetében valamivel rövidebb (4-5 milliméter), a nőstények esetében valamivel hosszabb (8-9 milliméter) a testhossznál. Lárvája 6-11 milliméter hosszú, kukac típusú lárva, egy magban több példány is fejlődhet. A gesztenyében fejlődő kukacok rendszerint nagyobb méretűek, mint a tölgymakkban fejlődő fajtársaik, és nagyobb méretre nő meg a lárva akkor is, ha egyedül van egy magon belül. Bábja 7-9 milliméteres nagyságú szabad báb.

## Életmódja
Elsősorban domb- és hegyvidékeken, főleg tölgyesekben vagy szelídgesztenyésekben található, sík vidékeken ritkábban fordul elő. A faj lárvaalakban telel át, a talaj repedéseiben, átlagosan 5-20 centiméter mélységben. A lárvák július-augusztus folyamán alakulnak át bábbá, és augusztus közepén kezdődik az imágók rajzása, amely szeptember végéig, sőt meleg, napos őszi időjárás esetén október első heteiig is elhúzódhat. Kikelés után az imágók az ormányukat a termésbe fúrva táplálkozni, majd párosodni kezdenek, ezt követően a nőstények belefognak a peterakásba.

## Szaporodása
A nőstény gesztenyébe vagy tölgymakkba rakja petéit, a lárva azokban fejlődik ki, majd a megérett, földre hullott termésből függőlegesen lefelé kirágja magát, és a talajban kialakítja azt a sima falú, ovális alakú lárvakamrát, amiben áttelel (majd a következő nyár folyamán bebábozódik és imágóvá alakul). Ha ez a talajkokon egy-két alkalommal megsérül – például földmunkák következtében –, akkor a lárva újat épít, de amelyik egyeddel ez többször is megismétlődik, az a lárva bábozódásra képtelenné válik.

## Kártétele
A faj fő tápnövénye a szelídgesztenye, emellett előfordul kocsányos tölgyön, csertölgyön és számos mediterrán tölgyfaj termésében is. A Kifejlett bogarak egyrészt a levelek, levélerek és rügyek szurkálásával, szívogatásával károsítanak, másrészt az érőfélben lévő termés megrágásával, ami egyben gombakártevők másodlagos károkozásának is lehetőséget teremt. A fő károsító azonban a lárva, amely a termés megrágásával fogyasztásra alkalmatlanná teszi azt. Amennyiben egy gesztenyében több kukac is fejlődik, azok teljesen felehetik a termést, anélkül, hogy a kártételnek kívülről látható nyoma lenne. A kártétel nem befolyásolja a gesztenye hullási idejét sem, a gesztenyeormányos kukacaival fertőzött gesztenyék az egészséges terméssel egy időben hullanak.
Legbiztosabb jele a lárvakártételnek – a lárvák kibújása előtt – a gesztenye szokatlanul könnyű súlya, és esetenként sötétebb színe, a lárvakelés után pedig a gesztenye héján lévő, kör alakú lyuk, amelyből lisztszerű ürülék hullhat. A lyuk alakja és a magban lévő ürülék állaga a legbiztosabb elkülönítési lehetőség annak tisztázására, hogy gesztenyeormányos vagy gesztenyemoly lárvái pusztítanak az állományban, a moly hernyója ugyanis ovális alakú kirágási nyílást hagy maga után, a magban maradó ürüléke pedig fűrészporszerű, szövedékes.